# Julie Martin du Theil
Julie Martin du Theil (* in Genf) ist eine franco-schweizer Sängerin im Stimmfach Sopran.

## Biografie
Julie Martin du Theil studierte Gesang am Conservatoire de Lausanne Dort erhielt sie 2007 Lehrdiplom und Konzertdiplom mit Auszeichnung. Während ihres Studiums nahm sie an Meisterklassen unter anderem bei Teresa Berganza und Christian Gerhaher teil. Nach dem Abschluss wechselte nach München an die Hochschule für Musik und Theater zu Edith Wiens und schloss im Juni 2010 mit dem Solistendiplom ab. Im Juli 2010 spielte sie in dem nach Igor Strawinskys Werk gedrehten Film »Noces« von Philippe Béziat die Hauptrolle der Emilienne.
Seit August 2010 ist sie Ensemblemitglied des Theaters Magdeburg.